# Portia de Rossi
Portia Lee James DeGeneres (tên khai sinh: Amanda Lee Rogers; sinh ngày 31 tháng 1 năm 1973), nghệ danh: Portia de Rossi, là một nữ diễn viên người Úc.
Cô được biết đến rộng rãi với vai Nelle Porter trong bộ phim truyền hình Mỹ Ally McBeal (1998–2002), nhờ đó cô giành giải Screen Actors Guild Award; vai Lindsay Bluth Fünke trong bộ phim truyền hình Mỹ Arrested Development (2003–2006, 2013, 2018); và vai Elizabeth North trong loạt phim truyền hình kinh dị - chính trị Mỹ Scandal (2014–2017).
Cô cũng đóng vai Olivia Lord trong bộ phim truyền hình Mỹ Nip / Tuck (2007–2009), và Veronica Palmer trong bộ phim truyền hình Mỹ Better Off Ted (2009–2010). De Rossi là một người song tính; năm 2008, cô kết hôn với nữ diễn viên kiêm người dẫn chương trình nổi tiếng Ellen DeGeneres, trước đó cô đã kết hôn và ly hôn với Mel Metcalfe, một kỹ thuật viên âm thanh người Mỹ.

## Thời thơ ấu
Portia de Rossi, sinh ra ở Horsham, Victoria, Úc với tên Amanda Lee Rogers, là con gái của Margaret, một tiếp tân y tế, và Barry Rogers. Cha cô mất khi cô chín tuổi. Cô lớn lên ở Grovedale, ngoại ô Geelong, Victoria, và khi còn nhỏ cô làm người mẫu quảng cáo trên báo chí và truyền hình. Năm 1988, ở tuổi 15, Rogers lấy tên Portia de Rossi. Cô giải thích Portia là tên một nhân vật trong vở The Merchant of Venice của William Shakespeare.

## Danh sách phim

### Điện ảnh
| Năm  | Tên                          | Vai                    | Ghi chú |
| ---- | ---------------------------- | ---------------------- | ------- |
| 1994 | Sirens                       | Giddy                  |         |
| 1995 | The Woman in the Moon        | Shauna                 |         |
| 1997 | Scream 2                     | Sorority Sister Murphy |         |
| 1998 | Girl                         | Carla Sparrow          |         |
| 1999 | The Invisibles               | Joy                    |         |
| 1999 | American Intellectuals       | Sarah                  |         |
| 1999 | Stigmata                     | Jennifer Kelliho       |         |
| 2001 | Women in Film                | Gina                   |         |
| 2001 | Who Is Cletis Tout?          | Tess Donnelly          |         |
| 2003 | Two Girls from Leemore       | Blind Woman            |         |
| 2003 | I Witness                    | Emily Thompson         |         |
| 2003 | The Night We Called It a Day | Hilary Hunter          |         |
| 2004 | Dead & Breakfast             | Kelly                  |         |
| 2005 | Cursed                       | Zela                   |         |
| 2009 | The Shift                    | Denise Moore           | [ 5 ]   |
| 2014 | Unity                        | Narrator               |         |
| 2015 | Now Add Honey                | Beth Halloway          |         |

### Truyền hình
1995–96: 	 Too Something
1996–97: 	 Nick Freno - Licensed Teacher
1997: 	 Veronica's Closet
1998: 	 Astoria
1998: 	 A Breed Apart
1998–2002: Ally McBeal
1999: 	 Ally
2002: 	 The Glow
2002: 	 The Twilight Zone
2003: 	 America's Prince - The John F. Kennedy Jr. Story
2003: 	 Mister Sterling
2003–2006, 
2013, 2018: 	 Arrested Development
2007–09: 	 Nip / Tuck
2009–10: 	 Better Off Ted
2012: 	 Mockingbird Lane
2014: 	 Sean Saves the World
2014–2017: 	 Scandal
2017: 	 Santa Clarita Diet
2017: 	 Family Guy